# Frida Burssens
Frida Burssens (Gent, 12 juli 1930 – Gent, 3 december 2020) was een Belgisch decoratrice, ontwerper en grafisch vormgever. Ze stond vooral bekend voor het ontwerpen van interieurs en affiches. Haar werk werd gekenmerkt door een kleurrijke en moderne stijl, met veel aandacht voor evenwicht en compositie. Op latere leeftijd maakte ze naast haar grafische ontwerpen, ook tal van tekeningen, aquarellen en foto's. Burssens was getrouwd met architect Daniël (Dan) Craet.

## Biografie

### Familie
Burssens groeide op in het Gentse als (dochter en) derde kind in een gezin van vier. Haar vader was Prof. Em. Dr. Amaat Burssens. Hij was taalkundige en specialist Afrikaanse talen en stond in 1958 aan de wieg van de opleiding Afrikanistiek aan de Universiteit Gent. Haar moeder, Gabriëlla Jansen, overleed op vroege leeftijd.
Burssens had twee oudere broers en één jongere broer. Haar oudste broer, Jan Burssens, was een Vlaams kunstschilder en staat bekend als een van de voornaamste Vlaamse existentialistische materieschilders. Herman Burssens bevond zich in hetzelfde werkveld als zijn vader en was emeritus professor Afrikaanse kunst- en cultuurgeschiedenis aan de Universiteit Gent. Frida’s jongere broer, Willem, is tuinarchitect en staat bekend voor de 'Tuinen van Willem Burssens'.
De expressionistisch dichter en schrijver Gaston Burssens, broer van Amaat Burssens, was Frida’s oom. Enkele van de door Frida ontworpen post- en nieuwjaarkaartjes gebruiken Gastons verzen. Zowel de vormgeving van Frida als de dichtkunst van Gaston komen hierin goed tot hun recht.
In haar familiekring werd Frida Burssens aangesproken met de liefdevolle bijnaam ‘Tatu’.

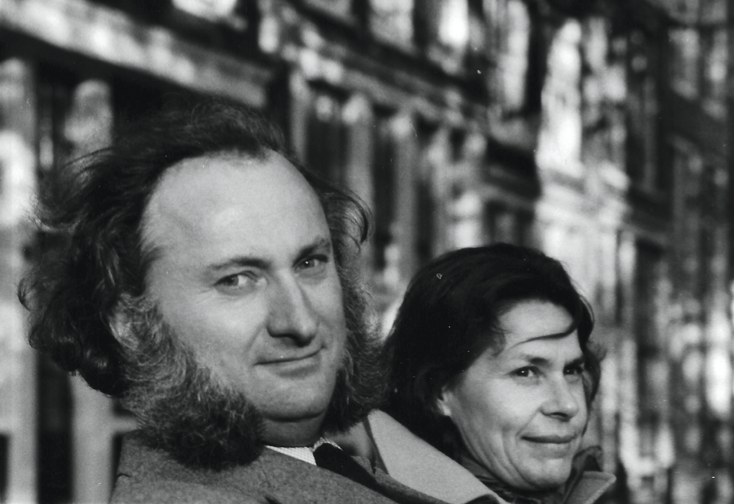
Dan Craet en Frida Burssens

### Levensloop
Burssens deed haar middelbare studies aan het Sint-Bavo te Gent. Hierna studeerde ze Sierkunst aan de Koninklijke Academie voor Schone Kunsten te Gent, waar ze afstudeerde met een grote onderscheiding. Later werd ze er verschillende keren gevraagd als jurylid voor de afdeling Sierkunsten. Burssens studeerde ook enkele jaren kunstgeschiedenis aan de Universiteit Gent.
Op 17 september 1955 trouwde Frida met architect Daniël (Dan) Craet in de parochiale kerk van Mariakerke. Ze namen hun intrek in een door Dan Craet zelfontworpen woning op het adres Verschansingsstraat 4 te Mariakerke. Het huis naast hun, Verschansingsstraat 6, werd eveneens door Dan Craet ontworpen en werd in 1965 door opdrachtgever Amaat Burssens, Burssens' vader, bewoond.

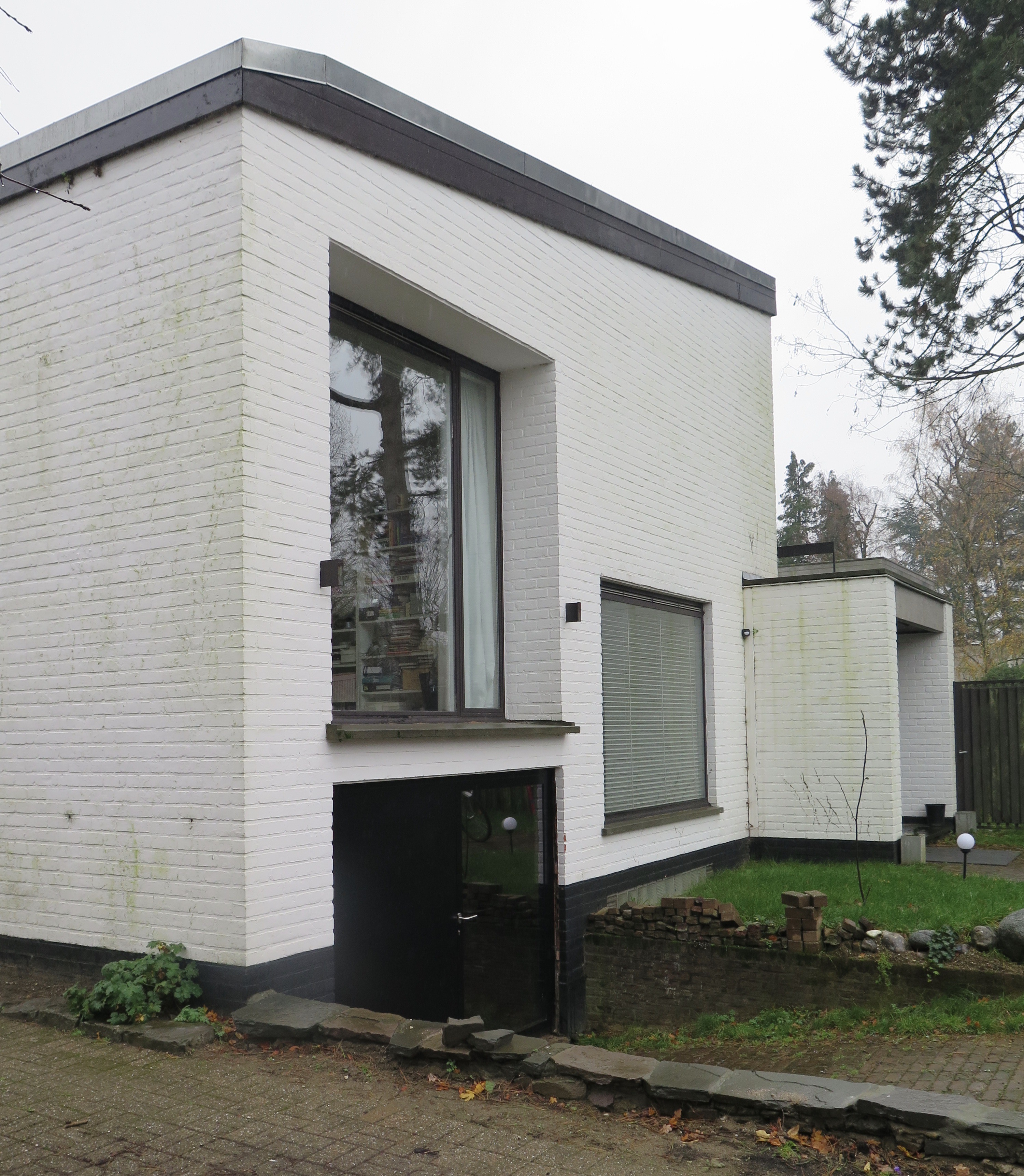
Architectenwoning Craet, Verschansingsstraat 4 (Gent)

In beide woningen, Architectenwoning Craet en Woning Burssens, is de samenwerking tussen Frida Burssens, als decoratrice, en Dan Craet, als architect, duidelijk zichtbaar.
Verder werkten Frida Burssens en Dan Craet zij aan zij aan tal van andere architecturale projecten. Als decoratrice en vormgever speelde Burssens een hoofdrol in het ontwerpen van het interieur, opstellen van interieurensembles en de studie naar kleurschema’s voor zowel interieur als exterieur. Haar specifieke kleurgebruik met felle accenten wordt gezien als een belangrijk kenmerk in de door Craet-Burssens ontworpen woningen en is nog steeds duidelijk zichtbaar in de nauwelijks verbouwde Woning Burssens.
Naast de vele samenwerkingen met haar echtgenoot Dan Craet en haar belangrijke rol in diens architecturale praktijk, verwierf Burssens onder meer individuele bekendheid met haar grafisch werk.
Op latere leeftijd woonde Frida in woning Burssens, het huis van haar vader. Veel van Burssens' bewaard werk ligt daar opgeslagen in ‘het museum’. Een gebouw dat in 1959 werd bijgebouwd in de achtertuin van de woning Burssens en eveneens ontworpen werd door Dan Craet.

## Werk
Burssens' werk bestaat uit een variëteit van media. Naast het creëren van kleur- en interieurontwerpen, legde ze zich hoofdzakelijk toe op het ontwerpen van affiches en het maken van tekeningen en foto’s.

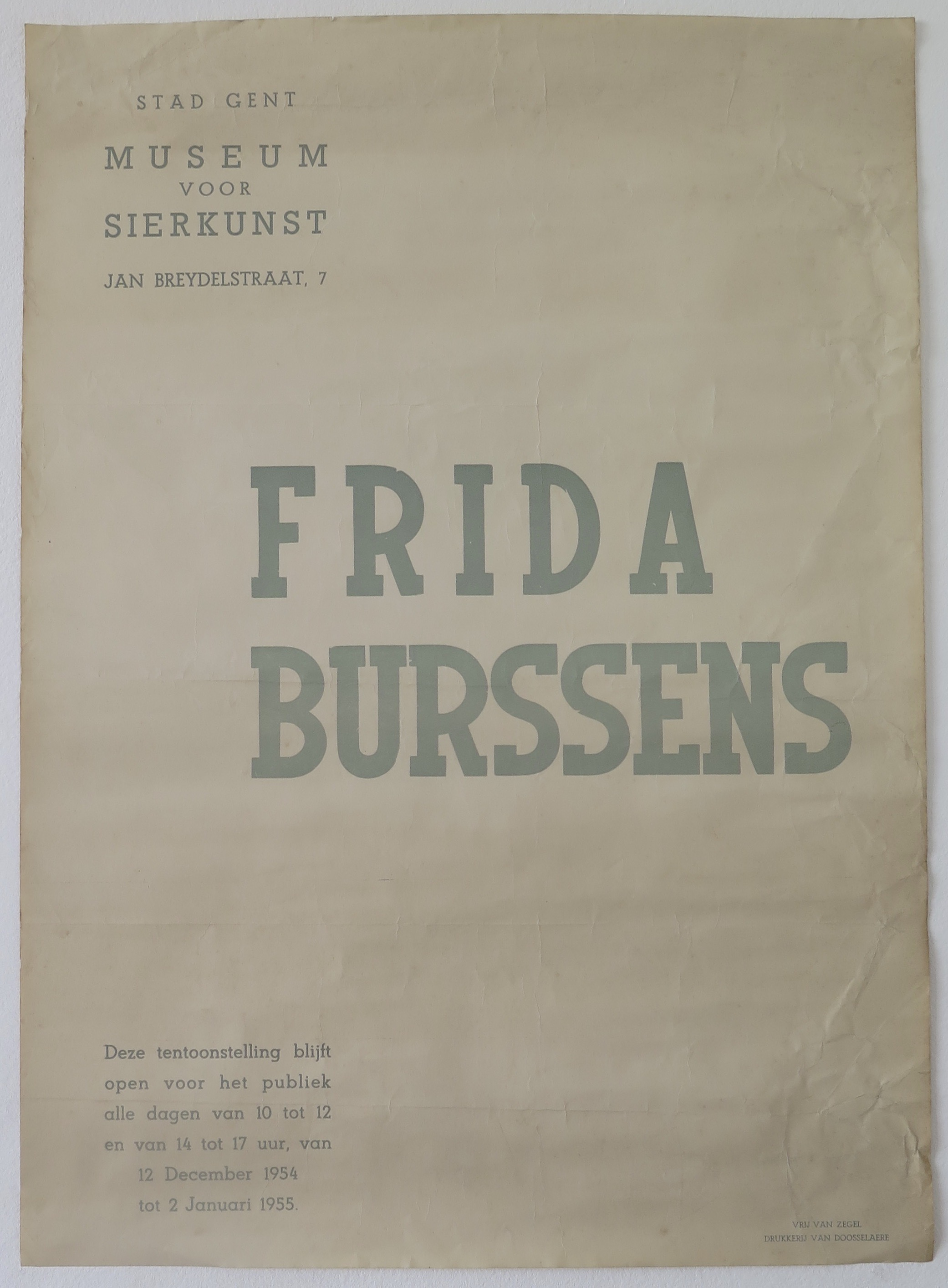
Affiche voor de tentoonstelling 'Frida Burssens', Gents Museum voor Sierkunst, 1954-1955

### Tentoonstellingen
Van 9 oktober tot 7 november 1954 was Burssens' werk, naast het werk van Colette Driessens en Desire Bast, te zien in de salons van het Gentse Museum voor Sierkunst, het huidige Design Museum Gent.
Enkele maanden later had Burssens er een overzichtstentoonstelling getiteld ‘Sierkunst van Frida Burssens’. Deze succesvolle tentoonstelling was te bezichtigen van 12 december 1954 tot 2 januari 1955.

### Affiches en drukwerk
In de jaren die volgden op haar overzichtstentoonstelling werd Burssens regelmatig gevraagd om de affiches en het drukwerk te ontwerpen voor salons en tentoonstellingen in het Gentse Museum voor Sierkunst.
Enkele van deze salons en tentoonstellingen waren:
- De nationale wedstrijd voor aanplakbrieven (1955)
- Eerste Nationaal Salon voor Modern Sociaal Meubel (1956)
- Nationaal Salon voor Modern Sociaal Meubel (1956)
- Salon der hedendaagse Oost-Vlaamse kunstambachten (1956)
- Grafische kunst USA 20e eeuw (1956)
- Glazenier Michel Martens (1957)
- Derde Nationaal Salon voor Modern Sociaal Meubel (1957)
- Salon van de Duitse kunstambachten (1957)

Naast het drukwerk in opdracht van het Gentse Museum voor Sierkunst, ontwierp Burssens ook voor andere culturele instanties, zoals de 'Internationale Jaarbeurs der Vlaanderen’.
Burssens heeft ook het drukwerk ontworpen van de tentoonstelling 'Oost-Vlaanderen, een bloem van een provincie, die in 1976 te bezichtigen was in de passage 44 te Brussel. De affiche valt op door zijn atypisch langwerpig formaat en toont een bloem als kleurrijk grafisch element. En net zoals in de titel en op de affiche van de tentoonstelling, staat ‘de bloem’ ook in het midden van de bijhorende brochure. Burssens ontwierp de brochure in de vorm van een leporello, waardoor de bloem slechts volledig zichtbaar wordt als de brochure is opengevouwen. Hierdoor is de brochure zowel in letterlijke als in figuurlijke zin een uitnodiging om een ‘bloem van een provincie’ te ontdekken.

### Nationaal Salon voor Modern Sociaal Meubel
Naast het ontwerpen van de affiches en het drukwerk voor de Nationale Salons voor Modern Sociaal Meubel in het Gents Museum voor Sierkunst, had Burssens ook een actieve organisatorische rol in dit gegeven. In samenwerking met haar man Dan Craet en de toenmalig conservator van het museum Adelbert Van de Walle, organiseerde ze tussen 1955 en 1957 drie salons. De salons waren ongewone interieur tentoonstellingen, aangezien het publiek al het gepresenteerde meubilair kon kopen. Deze werden getoond in modelkamers, die op een complementaire manier ten opzichte van de meubels waren vormgegeven. Het doel van de salons was om modern Belgisch meubilair te promoten. Door dit met een salon te presenteren aan een groot (koop)publiek, lag de nadruk ook op het sociaal en economisch ondersteunen van nationaal meubilair.
Ter gelegenheid van het tweede Nationaal Salon voor Modern Sociaal Meubel schreef Burssens samen met de mede-decorateurs Jos De Mey, Alfred Hendrickx en Roger Van Daele, een brochure over ‘de veelkleurige versiering’ volgens de ‘Octrochrome werkwijze’.

Als decoratrice was Burssens in het tweede Nationaal Salon voor Modern Sociaal Meubel verantwoordelijk voor het eindontwerp van de stand van de Firma Defour te Hooglede. In de uitvoering van de stand werd de ‘Gallic Octochrome methode’ toegepast, die ze prees in de brochure. Ze verwoordt het belang van kleurenharmonie in een ontworpen geheel en hoe deze harmonie vanuit elk gezichtspunt moet kunnen worden aanschouwd. Om tot een evenwicht van kleuren te komen, moet men volgens Burssens rekening houden met bepaalde factoren. 
Het harmoniseren van kleuren in een woning is niet alléén een gevoelskwestie. Het is zeker niet iets dat men zo maar aan het toeval kan overlaten. De juiste toepassing van verschillend gekleurde wanden is een hele studie waar tientallen factoren een rol spelen: klimaat, lichtinval, ligging van de kamer, houtsoort en plaats van de meubelen, vloerbedekking, invloeden van de kleuren onderling, weerschijn, beroep van de bewoners of het werk dat in de plaats verricht wordt, psychische en lichamelijke gesteldheid van de bewoners enz. enz. Daarbij moet het geheel artistiek, wetenschappelijk en technisch verantwoord zijn.

### Samenwerkingen

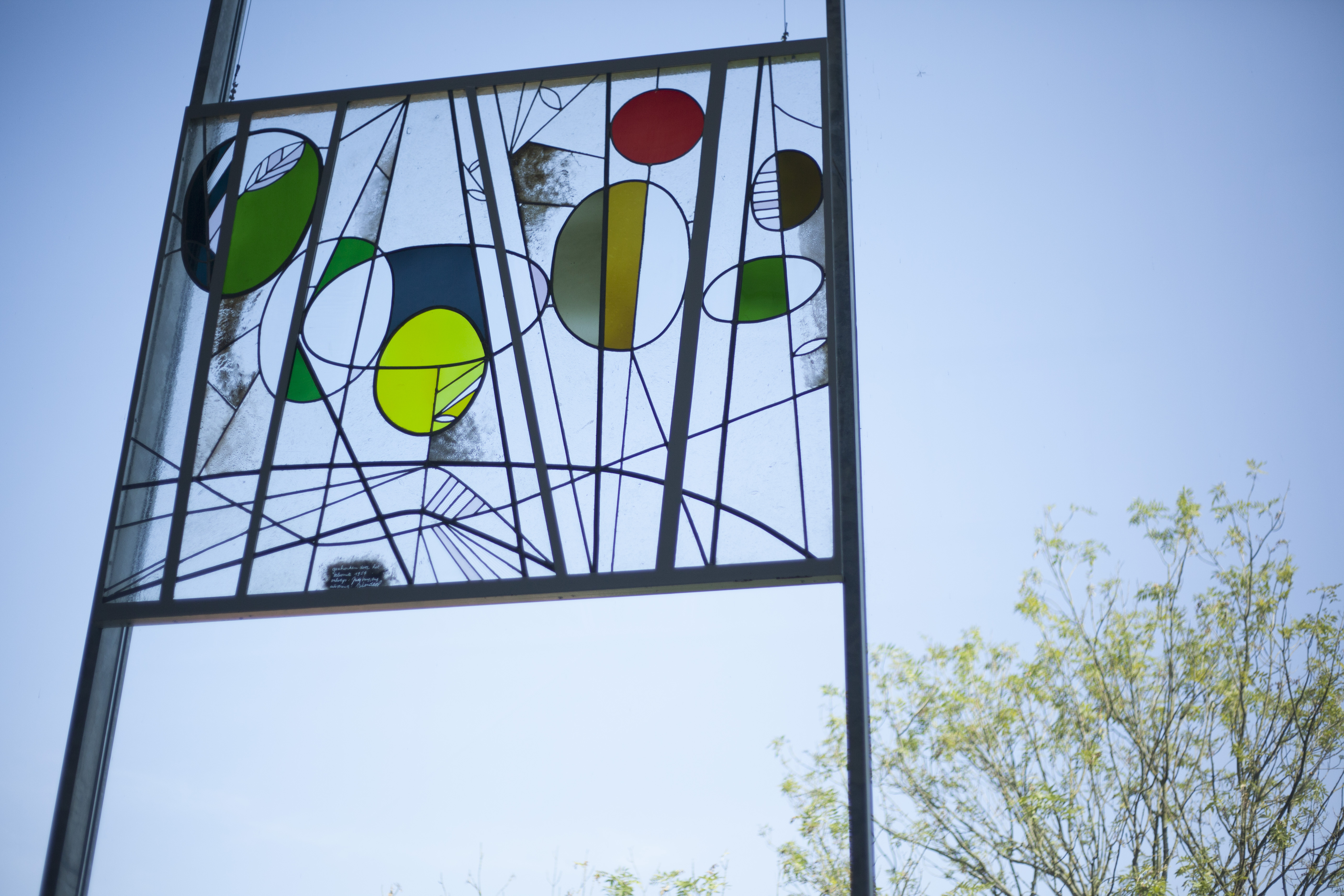
Glasraam van Frida Burssens en Armand Blondeel

Als vormgever werkte Burssens vaak samen met andere kunstenaars of schrijvers. Zo zijn er studies bewaard gebleven van een samenwerking met schrijver Pliet van Lishout voor de roman ‘Eva en ik, de kroniek van een jonge dwaas’.
In 1954 maakte Burssens het ontwerp voor een glasraam in de Gentse academie aan de Bijloke, de huidige Bijloke-campus van de Koninklijke Academie voor Schone Kunsten en Conservatorium van Gent. Het felle kleurgebruik en de moderne compositie van abstracte elementen is ook in dit ontwerp kenmerkend. Het glasraam werd in samenwerking met glazenier Armand Blondeel gemaakt, die verantwoordelijk was voor de uitvoering.

### Fotografisch werk
In de tentoonstellingsgids bij het ‘Salon voor amateurkunst’ (2002) omschreef Burssens zich als ‘al sinds 5 jaar Amateur fotograaf’. Het tweejaarlijkse salon in het kasteel Claeys-Bouüaert te Mariakerke, presenteerde van vrijdag 26 april tot 28 april 2002 werken van een tiental personen, waaronder Burssens en haar echtgenoot Dan Craet. Burssens stelde drie fotowerken tentoon.
- Stilleven op een betonbaan I
- Het strand, anders bekeken
- Stilleven op een betonbaan II

Over de werken en over hoe ze het best bekeken of geïnterpreteerd worden, vermeldt Burssens in de tentoonstellingsgids het volgende: 
Ondanks het feit dat de afbeeldingen realistische foto’s zijn, is het de bedoeling dat de kijker er meer in ziet, het zijn geen, wat men noemt “klassieke foto’s”.
Ook in Burssens fotografisch werk ligt de nadruk op het harmonische evenwicht in kleur en compositie. Iets dat eveneens aanwezig blijft in de vele kleurrijke tekeningen en aquarellen die ze in haar laatste levensjaren maakte.

## Galerij

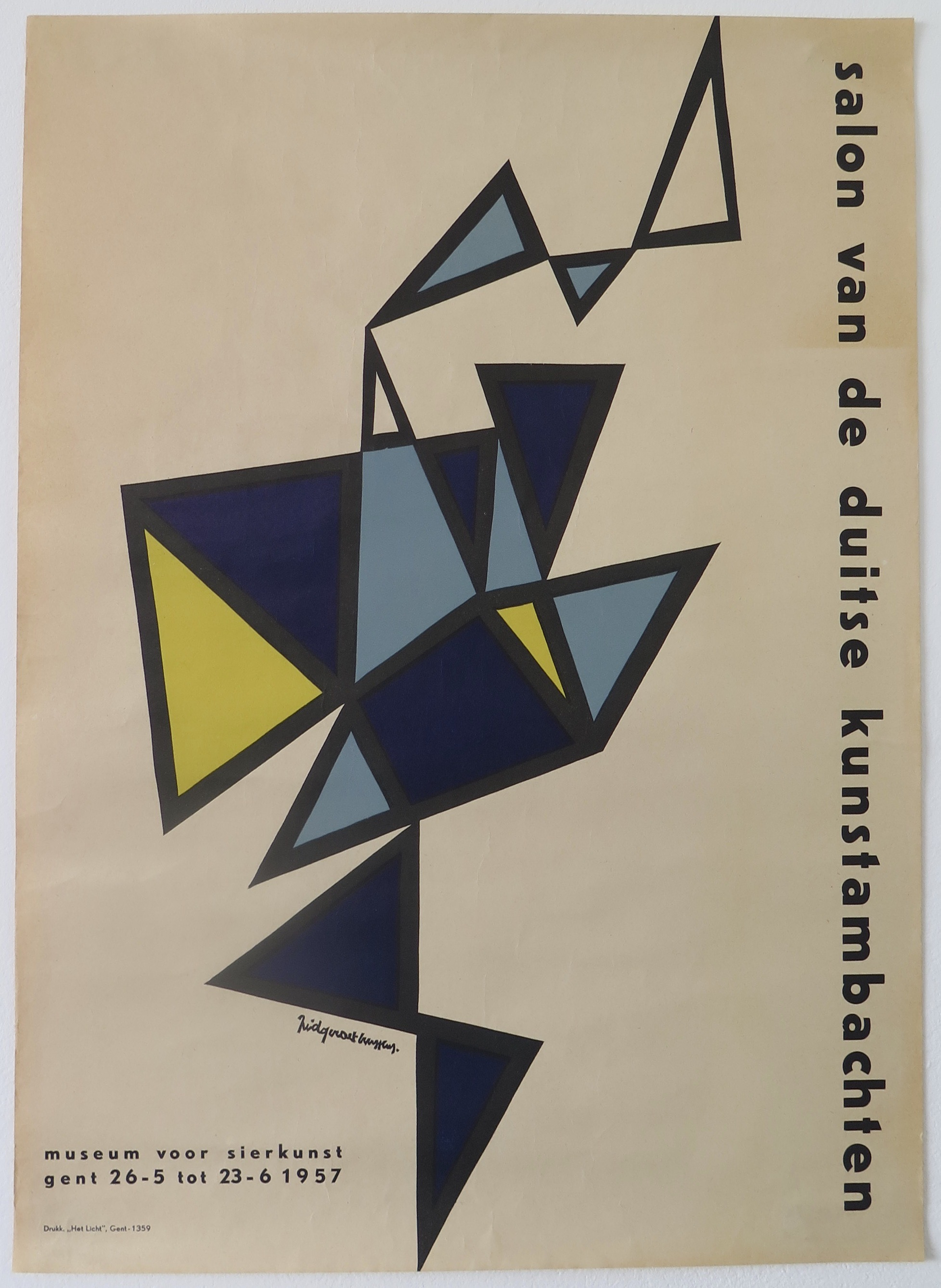
Affiche voor 'Salon van de Duitse kunstambachten' 1957, ontworpen door Frida Burssens
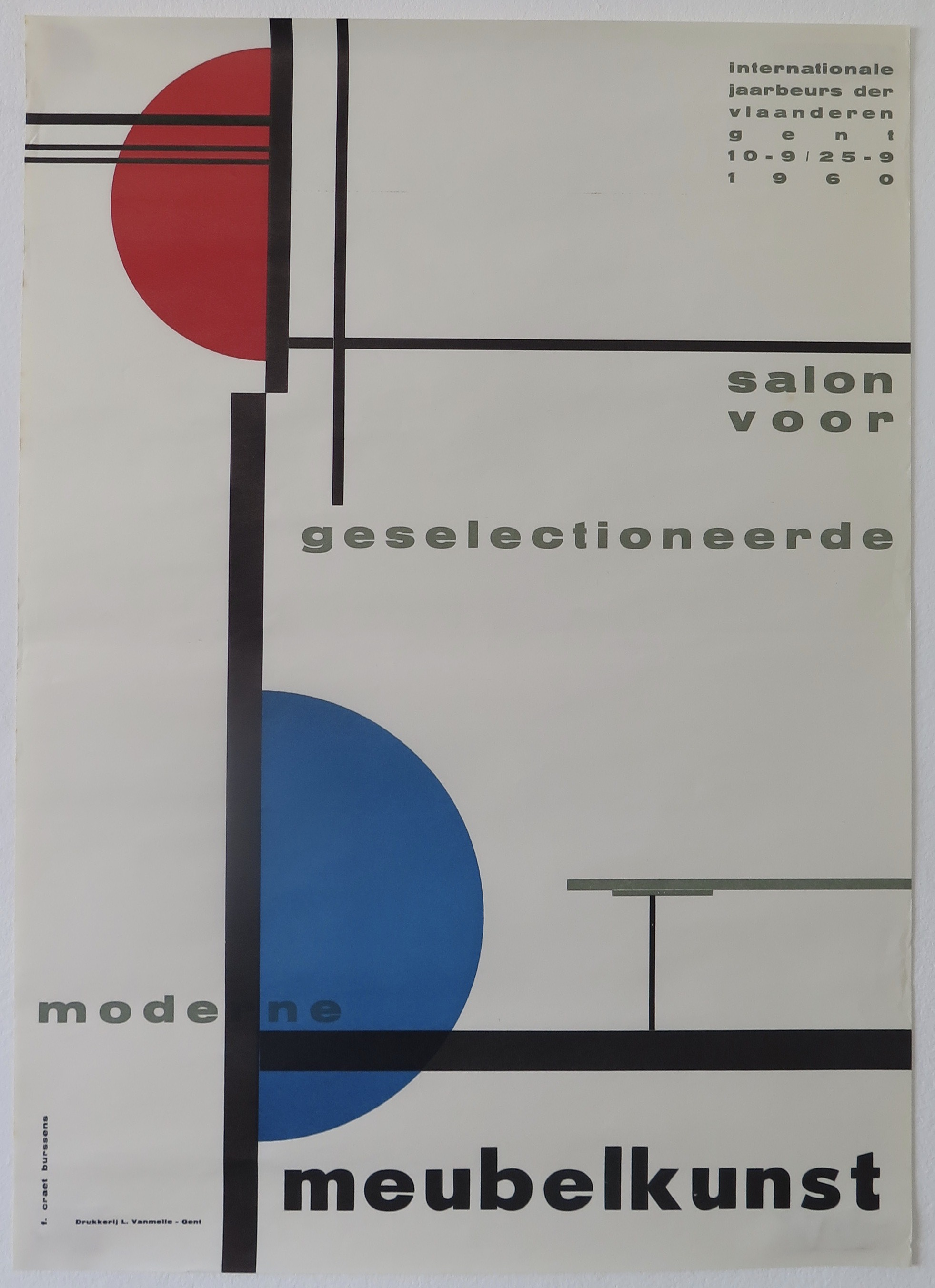
Affiche voor 'Salon voor geselectioneerde moderne meubelkunst' 1960, ontworpen door Frida Burssens
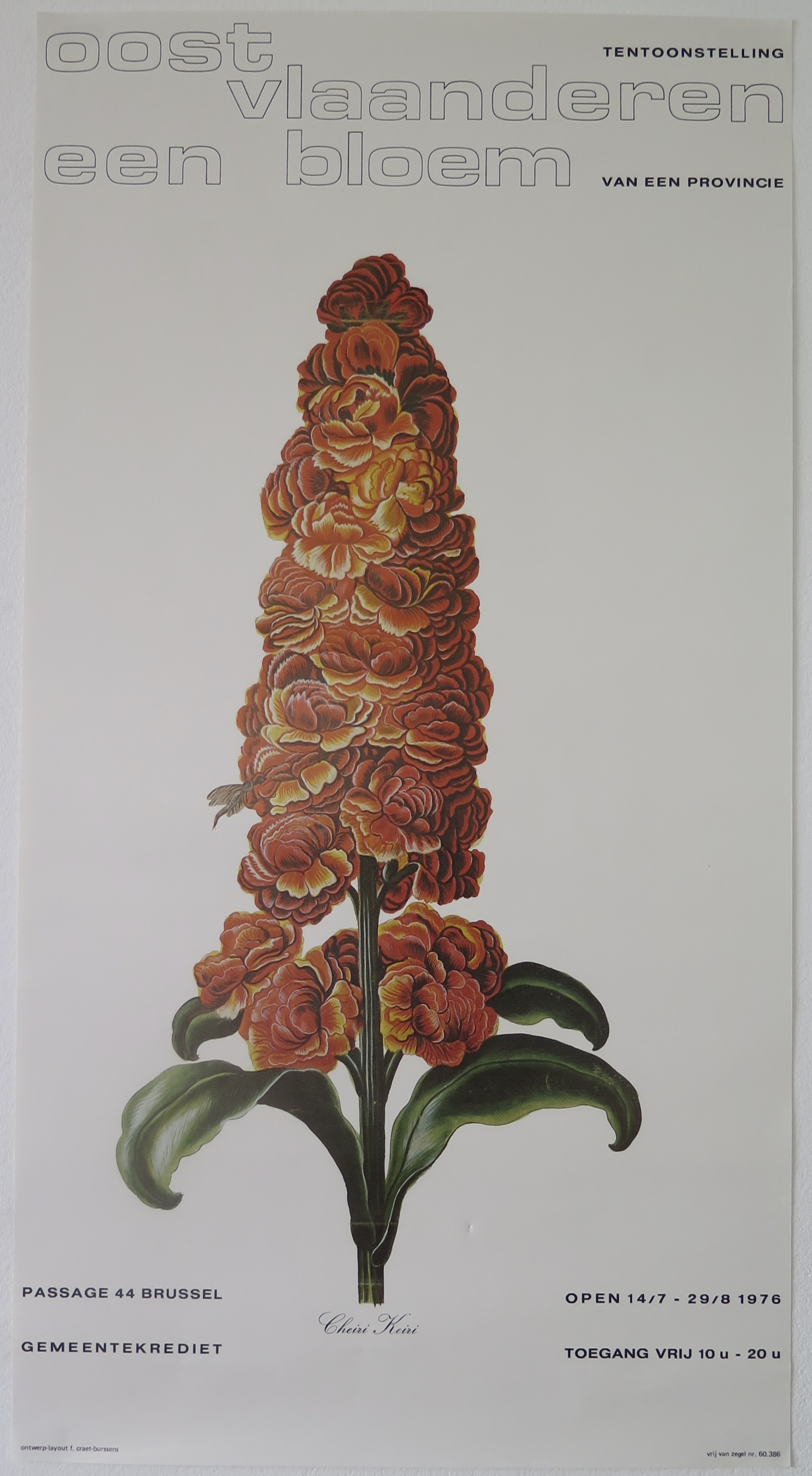
Affiche voor 'Oost-Vlaanderen een bloem' 1976, ontworpen door Frida Burssens
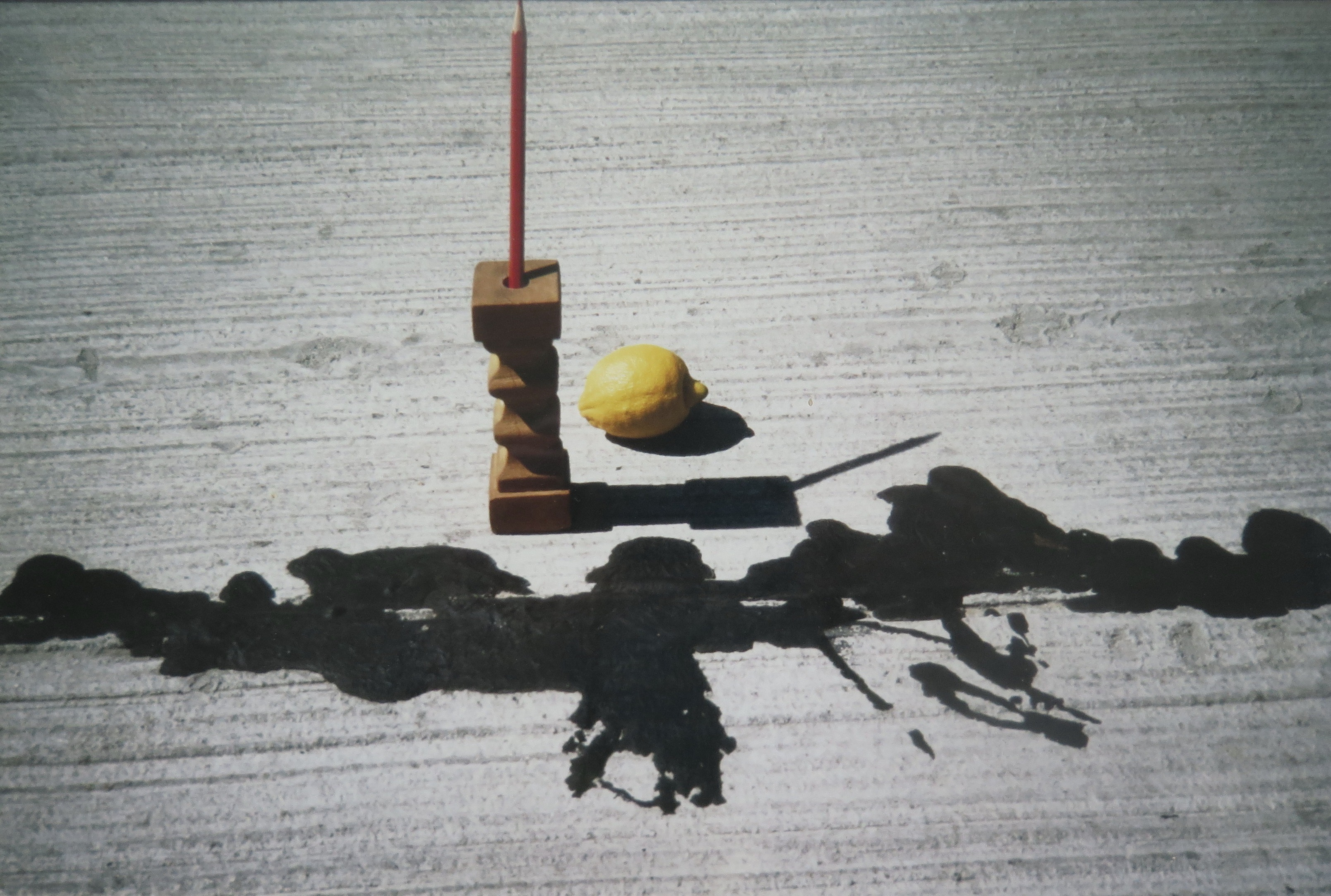
'Stilleven op betonbaan II', Frida Burssens